# Teixeira e Teixeiró
Teixeira e Teixeiró (llamada oficialmente União das Freguesias de Teixeira e Teixeiró) es una freguesia portuguesa del municipio de Baião, distrito de Oporto.

## Historia
Fue creada el 28 de enero de 2013 en aplicación de una resolución de la Asamblea de la República de Portugal promulgada el 16 de enero de 2013 con la unión de las freguesias de Teixeira y Teixeiró, pasando su sede a estar situada en la antigua freguesia de Teixeira.

## Demografía
| Gráfica de evolución demográfica de Teixeira e Teixeiró entre 2011 y 2021 |
|                                                                           |
| Datos según el nomenclátor publicado por el INE portugués.                |